# Sudety Wschodnie (geologia)
Sudety Wschodnie (silesikum i moravikum) –  jednostka geologiczna obejmująca część Sudetów Wschodnich w sensie geograficznym – wschodnią część Gór Złotych, większość Wysokiego Jesionika oraz Niski Jesionik. Synonim "budowy wschodniosudeckiej", "struktury wschodniosudeckiej", "silesikum".
W skład tak pojmowanych Sudetów Wschodnich wchodzą skały o różnym stopniu metamorfozy, aż po niezmetamorfizowane skały osadowe i wulkaniczne. Są to skały proterozoiczne, paleozoiczne i kenozoiczne. Główna przebudowa tektoniczna odbyła się w czasie orogenezy waryscyjskiej. Natomiast w czasie orogenezy alpejskiej miało miejsce pocięcie wcześniej powstałego górotworu uskokami i nierównomierne wydźwignięcie nowo powstałych bloków względem przedpola, jak i względem siebie – powstanie gór zrębowych. Towarzyszył temu trzeciorzędowy wulkanizm. Po etapie wydźwignięcia nastąpiło przyspieszenie erozji. W plejstocenie lodowiec kontynentalny dotarł jedynie do północnych przedgórzy Sudetów Wschodnich. Natomiast w Wysokim Jesioniku powstały lokalnie lodowce górskie (Velká kotlina).
W skład silesikum wchodzą następujące jednostki tektoniczne: strefa Starego Miasta, kopuła Keprnika, kopuła Desny, masyw Żulowej, masyw Jesenika, masyw Sobotina.
Wschodnią część Sudetów Wschodnich buduje kulm wschodniosudecki (strefa morawsko-śląska, czyli moravikum. Geograficznie jest to Niski Jesionik.
Na obszarze Polski skały tej jednostki odsłaniają się w Górach Opawskich oraz na Przedgórzu Paczkowskim.